# لا شاپل-دو-شاتلار
لا شاپل-دو-شاتلار (به فرانسوی: La Chapelle-du-Châtelard) یک کمون در فرانسه است که در Canton of Villars-les-Dombes واقع شده‌است.

## خصوصیات
لا شاپل-دو-شاتلار ۱۳٫۳۷ کیلومترمربع مساحت و ۳۰۹ نفر جمعیت دارد و ۲۶۶ متر بالاتر از سطح دریا واقع شده‌است.